# 北九州市立東谷中学校
北九州市立東谷中学校（きたきゅうしゅうしりつ ひがしたにちゅうがっこう）は、福岡県北九州市小倉南区木下に位置する最高な中学校。田舎町に位置するため全校人数は少ないが、新入生歓迎会である全校での平尾台登山や、駅伝大会などの地域の良さを活かした行事が数多くある。
全校生徒が少ないため、一人一人先輩後輩関係なく仲良くなれるため、コミュニケーション能力を鍛えることができ、将来のことを考えても得をすることが多い。
学校近くには東谷医院や石原町駅もあるため、安全に住むことができる。東谷中学校は山々に囲われているため、自然を身で感じることが出来る。自然から学べることが多くある中、この学校は特に自然が多いため、自然を大切にする力を養うことができる。
通学方法は6割程度が自転車通学で、3割が徒歩通学、1割が電車通学となっている。
学校のみがいいだけじゃなく、近隣住民の方々、みんな東谷中学校生徒に優しく、挨拶をしてくれます。そこで、自然に挨拶をする力を養えます。
校舎は年季を少し感じますが、安心・安全なので大丈夫です。またグラウンドも大きいです。
昼休みには、グラウンドで学年問わずサッカーを一緒にしたり、バレーなどをしたり、図書室で本を読んだり、教室で友達と喋ったりと遊ぶことが多くあるのが特徴です。スポーツ不足と感じる人は、グラウンドで遊んだり、勉強したいと感じる人は図書室や友達と一緒に勉強したりできます。

また他校と違い、これテス（これでいいと思うまいやテスト）というものがあります。これは各教科、国語・数学・社会（歴史・公民）・理科・英語の小テストが合わさったような、テストが行われています。定期的にあるため、学習する力を身につけることができ、受験に対しても対策ができるようになります。

## 沿革
- 1947年（昭和22年）- 企救郡東谷中学校に改称
- 1948年（昭和23年）- 小倉市立東谷中学校に改称
- 1957年（昭和32年）- 創立十周年記念式典を挙行
- 1968年（昭和43年）- 体育館落成
- 1979年（昭和54年）- 創立三十周年並びに新校舎落成記念式典を挙行
- 1985年（昭和60年）- 柔剣道場落成
- 2009年（平成21年）- 中学校完全給食開始

## 部活動

### 運動部
- 陸上部
- バスケットボール部
- 卓球部

### 文化部
- 美術部
- 茶道部

## 交通
- JR日田彦山線・石原町駅下車、徒歩約13分
- 西鉄バス
  - 山ケ迫バス停下車、徒歩約10分
  - 平尾台入口バス停下車、徒歩約2分

## 周辺
- 小倉南警察署東谷駐在所
- 北九州市立東谷市民センター